# Championnat d’Amérique centrale et des Caraïbes masculin de basket-ball des moins de 17 ans
Cet article traite de l'épreuve masculine. Pour la compétition féminine, voir Championnat d'Amérique centrale et des Caraïbes féminin de basket-ball des moins de 17 ans.
Le Championnat d’Amérique centrale et des Caraïbes masculin de basket-ball des moins de 17 ans est une compétition masculine de basket-ball qui oppose les meilleures sélections nationales d’Amérique centrale et des Caraïbes des joueurs de moins de 17 ans. Elle est organisée par la FIBA Amériques tous les 2 ans depuis 2007. Le titre de champion d'Amérique centrale et des Caraïbes se joue entre 8 sélections des différentes zones d'Amérique centrale, inluant aussi le Mexique, et des Caraïbes. Les trois premières équipes à l'issue de la compétition se qualifient directement pour le Championnat des Amériques masculin de basket-ball des moins de 18 ans pour ensuite tenter de se qualifier pour la Coupe du monde masculine de basket-ball des 19 ans et moins.

## Palmarès
| Édition | Année | Pays hôte      | Finale                     | Finale | Finale                      | Petite finale               | Petite finale | Petite finale               | MVP              |
| Édition | Année | Pays hôte      | Champion                   | Score  | Deuxième                    | Troisième                   | Score         | Quatrième                   | MVP              |
| ------- | ----- | -------------- | -------------------------- | ------ | --------------------------- | --------------------------- | ------------- | --------------------------- | ---------------- |
| 1re     | 2007  | Humacao        | Porto Rico                 |        | Mexique                     | République dominicaine      |               | Bahamas                     | non mis en place |
| 2e      | 2009  | Aguascalientes | Porto Rico (2)             | 92–58  | Mexique                     | Îles Vierges des États-Unis | 81–74         | République dominicaine      | non mis en place |
| 3e      | 2011  | Gurabo         | Porto Rico (3)             | 90–75  | Mexique                     | Îles Vierges des États-Unis | 86–83         | Bahamas                     | non mis en place |
| 4e      | 2013  | Caguas         | République dominicaine     | 85–58  | Porto Rico                  | Mexique                     | 62–60         | Îles Vierges des États-Unis | Jeromy Rodríguez |
| 5e      | 2015  | San Juan       | Porto Rico (4)             | 101–57 | Îles Vierges des États-Unis | République dominicaine      | 76–60         | Mexique                     | Christian Negron |
| 6e      | 2017  | Saint-Domingue | République dominicaine (2) | 81–80  | Porto Rico                  | Panama                      | 85–80         | Mexique                     | Alanzo Frink     |
| 7e      | 2019  | San Juan       | Mexique                    | 65–60  | Porto Rico                  | Bahamas                     | 85–83         | République dominicaine      | Gael Bonilla     |
| 8e      | 2021  | Mexicali       | Porto Rico (5)             | 81–79  | Mexique                     | République dominicaine      | 102–54        | Costa Rica                  | Edir Ortiz       |
| 9e      | 2023  | Belize City    | Porto Rico (6)             | 106–57 | République dominicaine      | Belize                      | 87–72         | Mexique                     | Isaiah Brown     |

## Médailles par pays
Tableau actualisé après le championnat 2023.
| Rang | Nation                      | Or | Argent | Bronze | Total |
| ---- | --------------------------- | -- | ------ | ------ | ----- |
| 1    | Porto Rico                  | 6  | 3      | 0      | 9     |
| 2    | République dominicaine      | 2  | 1      | 3      | 6     |
| 3    | Mexique                     | 1  | 4      | 1      | 6     |
| 4    | Îles Vierges des États-Unis | 0  | 1      | 2      | 3     |
| 5    | Panama                      | 0  | 0      | 1      | 1     |
| 5    | Bahamas                     | 0  | 0      | 1      | 1     |
| 5    | Belize                      | 0  | 0      | 1      | 1     |

## Détail par pays
| Équipe                      | 2007 | 2009 | 2011 | 2013 | 2015 | 2017 | 2019 | 2021 | 2023 | Total |
| --------------------------- | ---- | ---- | ---- | ---- | ---- | ---- | ---- | ---- | ---- | ----- |
| Aruba                       |      |      |      |      |      |      |      | 8e   |      | 1     |
| Bahamas                     | 4e   | 5e   | 4e   | 5e   | 5e   | 7e   | 3e   |      |      | 7     |
| Barbade                     |      |      |      |      | 8e   |      |      |      |      | 1     |
| Belize                      |      |      | 6e   |      |      |      |      |      | 3e   | 2     |
| Costa Rica                  |      |      |      | 8e   | 7e   |      |      | 4e   | 7e   | 4     |
| Guatemala                   |      | 6e   |      |      | 6e   |      |      |      |      | 2     |
| Guyana                      |      |      |      |      |      | 8e   |      |      |      | 1     |
| Îles Vierges britanniques   |      |      | 7e   | 7e   |      |      |      |      |      | 2     |
| Îles Vierges des États-Unis | 5e   | 3e   | 3e   | 4e   | 2e   | 5e   | 6e   |      |      | 7     |
| Jamaïque                    |      |      |      |      |      | 6e   | 7e   | 6e   | 6e   | 4     |
| Mexique                     | 2e   | 2e   | 2e   | 3e   | 4e   | 4e   | 1er  | 2e   | 4e   | 9     |
| Nicaragua                   |      | 7e   |      |      |      |      |      |      |      | 1     |
| Panama                      |      |      | 8e   |      |      | 3e   | 5e   | 5e   | 5e   | 5     |
| Porto Rico                  | 1er  | 1er  | 1er  | 2e   | 1er  | 2e   | 2e   | 1er  | 1er  | 9     |
| République dominicaine      | 3e   | 4e   | 5e   | 1er  | 3e   | 1er  | 4e   | 3e   | 2e   | 9     |
| Salvador                    |      |      |      | 6e   |      |      | 8e   | 7e   | 8e   | 4     |
| Trinité-et-Tobago           | 6e   |      |      |      |      |      |      |      |      | 1     |
| Total                       | 6    | 7    | 8    | 8    | 8    | 8    | 8    | 8    | 8    |       |

Légende : en gras le pays organisateur.